# Veijo Virsu
Veijo Vesa Elias Virsu, född 9 april 1941 i Paavola, död 25 november 2018 i Esbo, var en finländsk psykolog och professor.
Virsu blev filosofie doktor 1968. Han var 1965–1967 assistent vid psykologiska institutionen vid Helsingfors universitet och 1972–1978 forskare vid Finlands Akademi samt blev 1980 personlig extra ordinarie professor i neuropsykologi vid universitetet. Han var en av de stiftande medlemmarna i föreningen för hjärnforskning i Finland (grundad 1973). År 1991 utnämndes han till ledamot av Finska Vetenskapsakademien. År 1994 utnämndes han till ledamot av Academia Europaea.
Han publicerade drygt 100 artiklar inom psykologi och hjärnforskning, samt verket Aivojen muotoutuvuus ja kuntoutuminen (1991).